# 安道尔国家体育场
安道尔国家体育场是安道尔的国家体育场，位于安道尔城，承办足球与橄欖球比赛。体育场可容纳3,306名观众，场地为人工草坪。
安道尔国家体育场建于安道尔总委员会体育场（Camp d'Esports del M.I. Consell General）原址上。建设工程2013年开工，2014年完工。
安道尔国家体育场是安道爾國家足球隊和安道尔国家橄榄球队的主场。2014年9月9日2016年歐洲國家盃外圍賽B組安道尔1比2负于威尔士的比赛是体育场举办的第一场正式足球比赛。